# Боднар, Владимир Лукич
Владимир Лукич Боднар (род. 26 декабря 1942, п. Старая Ушица, Каменец-Подольский район, Хмельницкая область, Украинская ССР, СССР) — общественный, государственный и политический деятель Приднестровской Молдавской Республики. Депутат Верховного совета Приднестровской Молдавской Республики I—V созывов с 1990 по 2015. Сопредседатель Объединённой контрольной комиссии от Приднестровской Молдавской Республики с ноября 1992 по 19 апреля 2005. 

## Биография
Родился 26 декабря 1942 в посёлке Старая Ушица Каменец-Подольского района Хмельницкой области Украинской ССР. По национальности — украинец. Свободно владеет украинским и молдавским языками.

### Образование
В 1965 окончил Черновицкий финансовый техникум.
В 1982 окончил Одесский институт народного хозяйства по специальности «экономист».
В 2005 избран академиком Международной славянской академии образования имени Я. А. Коменского.

### Деятельность до 1990 года
В 1960 начал трудовую деятельность на вспомогательных должностях в райфинотделе родного посёлка Старая Ушица, затем учеником бухгалтера. 
С 1962 по 1972 работает на разных финансовых и бухгалтерских должностях в районных центрах Молдавской ССР (Бричаны и Единцы). 
С 1972 по 1990 работает в Информационно-вычислительного центре Григориопольского района.

### Деятельность в 1989—1990 годах
С 18 августа 1989 по 1991 — председатель Объединённого Совета трудовых коллективов (ОСТК) (Забастовочного комитета) посёлка городского типа Григориополь (за период с августа по сентябрь 1989 в его состав влились ОСТК посёлков городского и сельского типа Григориопольского района: Маяк, Карманово, Глиное, Колосово).
ОСТК Григориополя и Григориопольского района признал руководство над своими действиями со стороны Тираспольского ОСТК, и выступил против законопроектов Верховного Совета Молдавской ССР (с 23 мая 1991 — Парламента Молдовы), которые, по утверждению создателей и лидеров ОСТК, могли привести к дискриминации по национальному признаку при осуществлении права на труд и начал проведение забастовок на предприятиях левобережной Молдовы. Несмотря на забастовки, 31 августа 1989 Верховный Совет Молдавской ССР придал молдавскому языку статус государственного.
В феврале 1990 Боднар избирается депутатом Григориопольского районного Совета народных депутатов ССР Молдова, но в том же году за свою политическую деятельность по настоянию руководства ССР Молдова был уволен с основной работы в Информационно-вычислительном центре Григориопольского района и создаёт экономико-правовой кооператив «Тилигул».
С 1990 по 2015 — депутат Верховного совета Приднестровской Молдавской Республики I—V созывов. 
В июне и сентябре 1990 был участником I и II (чрезвычайного) Съездов депутатов всех уровней Приднестровского региона, членом согласительных комиссий по урегулированию отношений с ССР Молдова.
2 сентября 1990 II (чрезвычайный) Съезд депутатов всех уровней Приднестровского региона провозгласил образование ПМССР (Приднестровской Молдавской Советской Социалистической Республики) в составе СССР, а Боднар был избранив секретариат Президиума Временного Верховного Совета ПМССР секретарём-переводчиком принимаемых документов (курировал перевод на молдавский язык с применением кириллической графики принимаемых Президиумом документов).
В ноябре 1990 приднестровской стороной назначается председателем Григориопольского исполкома районного Совета народных депутатов Приднестровской Молдавской Советской Социалистической Республики.

### Деятельность в 1991—1996 годах
23 августа 1991 председатель Григориопольского исполкома районного Совета народных депутатов ПМССР Боднар и его заместитель Г. Попов арестовываются спецслужбами Республики Молдовапо обвинениям в поддержке ГКЧП и заключаются под стражу в Кишинёвское СИЗО. Ещё через несколько дней под аналогичным предлогом в Бендерах арестовываются председатель Бендерского городского Совета народных депутатов пенсионер Гимн Пологов и его помощник Илья Мильман.
Через несколько дней в Киеве спецслужбы Республики Молдовы при содействии спецслужб Украины арестовывают Председателя ПМССР Игоря Николаевича Смирнова и часть членов его делегации. Так же был арестован в Дубоссарах председатель Дубоссарского городского Совета народных депутатов Александр Порожан и ряд других депутатов местных советов ПМССР, кто не успел найти своё новое место жительства в своих рабочих кабинетах в городских и поселковых Советах народных депутатов.
В 1992 Боднар был участником боевых действий на приднестровской стороне на резервном Григориопольском направлении. В июне 1992 избирается заместителем (Председателем Совета Национальностей Верховного Совета ПМР), а с января 1993 становится первым заместителем Председателя Верховного Совета Приднестровской Молдавской Республики и остаётся в этой должности до января 1996.

### Деятельность после 1996 года
Боднар является одним из лидеров украинского движения в Приднестровской Молдавской Республике: первый заместитель председателя Союза украинцев Приднестровья с 1991 по 1998, председатель с 1998 по 2004. В 2004 Союз украинцев Приднестровья распался на несколько общественных организаций. С 2005 Боднар возглавил одну из них с названием «Укрпросвіта» (просвещение).
С ноября 1992 по апрель 2005, на протяжении 13 лет, Боднар являлся руководителем делегации (сопредседателем) Приднестровья в Объединённой контрольной комиссии — трёхсторонней миротворческой силе и объединённой структуре военного командования из Молдовы, Приднестровья и России, созданной для поддержания мира и порядка в демилитаризованной зоне на границе между Молдовой и Украиной.
Одновременно, с апреля 1996 по 1998, был председателем Комитета по вопросам обороны и безопасности Верховного совета Приднестровской Молдавской Республики.
С 2006 по 2010 — специальный представитель Президента Приднестровской Молдавской Республики на Украине.
По состоянию на начало 2010:
- 120 тысяч жителей Приднестровской Молдавской Республики, в дополнение к приднестровскому, имели второе гражданство — гражданство России[23] (в основном это уроженцы РСФСР и их потомки, немногие из тех желающих, кому из приднестровцев Россия разрешила принять своё гражданство)
- 96 тысяч жителей Приднестровской Молдавской Республики, в дополнение к приднестровскому, имели второе гражданство — гражданство Украины[23] (здесь нет строгого ограничения по сравнению с возможностью приёма российского гражданства приднестровцами, однако, жителям ПМР не хватает бланков украинских паспортов для выдачи всем желающим[24])

С 2010 по 2015 — председатель Комитета по образованию, науке и культуре Верховного совета Приднестровской Молдавской Республики. 
С 15 января 2016 по 24 января 2017 — полномочный представитель Президента в Верховном совете Приднестровской Молдавской Республики.

## Семья
Женат, имеет пять детей.

## Награды
Награждён множеством медалей, орденов и почётных грамот ПМР и Украины:
награды Приднестровской Молдавской Республики
- Орден Республики (1995)
- Орден Почёта[28]
- два Ордена «За личное мужество»
- Медаль «За безупречную службу» III степени
- Медаль «Участнику миротворческой операции в Приднестровье»
- Медаль «10 лет Приднестровской Молдавской Республике»
- Медаль «15 лет Приднестровской Молдавской Республике»
- Медаль «Десять лет Министерству государственной безопасности Приднестровской Молдавской Республики»
- Медаль «Десять лет Верховному совету Приднестровской Молдавской Республики»

награды Украины
- Грамота Верховной Рады Украины
- Нагрудный знак МОН Украины «Отличник образования»
- Орден «За заслуги» III степени (17 января 2008, Украина) — за весомый личный вклад в популяризацию исторических и современных достижений Украины в мире, формирование её позитивного международного имиджа и по случаю Дня Соборности Украины[29]